# Anaxágoras
Anaxágoras de Clazómenas (português europeu) ou Clazômenas (português brasileiro) (em grego clássico: Ἀναξαγόρας; romaniz.: Anaxagoras; ca. 500 a.C. – 428 a.C.) foi um filósofo grego do período pré-socrático. Nascido em Clazômenas, na Jónia, fundou a primeira escola filosófica de Atenas, contribuindo para a expansão do pensamento filosófico e científico que era desenvolvido nas cidades gregas da Ásia. Era protegido de Péricles que também era seu discípulo. Em 431 a.C. foi acusado de impiedade e partiu para Lâmpsaco, uma colônia de Mileto, também na Jónia, e lá fundou uma nova escola.
Escreveu um tratado aparentemente pequeno intitulado Sobre a Natureza ou Da Natureza, em que tentava conciliar a existência do múltiplo frente à crítica de Parmênides e sua escola, conhecida como "Eleatas".

Anaxágoras também foi um dos primeiros a questionar a ideia de divindade do Sol e também da Lua tendo uma visão deles como sendo respectivamente: uma quente pedra vermelha e uma terra. E foi preso por isso em 450 a.C.. Uma citação interessante é a seguinte: Sócrates estando em julgamento, no momento sendo acusado por Meleto de não crer nos deuses cita Anaxágoras: 
(Meleto) - Digo isto: que você não acredita nos deuses, absolutamente.
(Sócrates) - Que maravilha, Meleto! Como pode dizer isso? que eu, então, ao contrario de toda a humanidade, não acredito que o Sol e a Lua sejam deuses?
(Meleto) - Não, por Zeus, ó juízes, porque diz que o sol é uma rocha e que a lua é uma terra!

(Sócrates)  -  Então acusa Anaxágoras, meu caro Meleto, e o coloca como debil? Supõe que sejam tão iletrados que não sabem que os livros de Anaxágoras de Clazômena são cheios de tais afirmações.
Sócrates, no diálogo platônico Crátilo, também pergunta a Hermógenes: "E quando você considera a natureza de todo o resto? Você não concorda com Anaxágoras que é ordenada e sustentada pela mente ou alma?".
Anaxágoras propôs, assim como os pluralistas, um princípio que atendesse tanto às exigências teóricas do "ser" imutável, princípio de tudo, quanto à contestação da existência das múltiplas manifestações da realidade. Esse novo princípio, Anaxágoras chamou homeomerias. As homeomerias seriam as sementes que dão origem à realidade em sua pluralidade de manifestações. Afirmava que o universo se constitui pela ação do Nous (νοῦς), conceito que geralmente é traduzido por mente, intelecto ou inteligência. Segundo o filósofo, o Nous atua sobre uma mistura inicial formada pelas homeomerias, sementes que contém uma porção de cada coisa. Assim, o Nous, que é ilimitado, autônomo e não misturado com nada mais, age sobre estas sementes ordenando-as e constituindo o mundo sensível. Os fragmentos preservados versam sobre: cosmologia, biologia e percepção.
Aristóteles afirma que um conterrâneo de Anaxágoras, Hermótimo de Clazômenas, antecedeu-o no pensamento de que a Mente rege o cosmos:
"Quando um homem chegou a dizer que na Natureza, como nos animais, há uma Inteligência, a causa da ordem e do arranjo universal, ele apareceu como o único em seu bom senso diante dos delírios de seus antecessores. Sabemos, sem dúvida, que Anaxágoras adotou esses pontos de vista, mas diz-se que ele fora antecipado por Hermótimo de Clazômenas."
Esta noção de causa inteligente, que estabelece uma finalidade na evolução universal, irá repercutir em filósofos posteriores, como Platão e Aristóteles. Influência também exercerá em Leibniz, que aproveitará a ideia de homeomerias.
Alguns consideram o pensamento de Anaxágoras como presente no Papiro de Derveni (produzido por volta do século V a.C., mais antigo texto ocidental preservado).
Não há provas documentais que referendem a acusação contra Anaxágoras e a prisão em decorrência de suposta prática do crime de "impiedade". Tucídides jamais a menciona, nem mesmo Xenofonte ou Platão. O suposto julgamento e exílio foi documentado apenas posteriormente Plutarco (século I) e Diógenes Laércio (século III), este último atribuindo citações perdidas aos relatos conflitantes de Sótion (século I a.C.) e Sátiro (século III a.C.); ou de que ele teria sido apenas torturado, segundo Filodemo (século I a.C.). Alguns historiadores modernos recebem isso com ceticismo e concluem que esta acusação é um "mito histórico". Em Platão, Anaxágoras é discutido mais vezes do que qualquer outro filósofo, sem nunca ter mencionado essa acusação. Os livros dele eram vendidos livremente em Atenas (Sócrates, na Apologia). Alguns outros historiadores apontam alusões mascaradas ao julgamento nas peças de Aristófanes Os Acarnânios 703–712 e As Vespas 946–949, e no Tântalo de Eurípides, como referência críptica ao fisiólogo na memória dos 20 anos de sua morte.